# Pawel Alexandrowitsch Kostin
Pawel Alexandrowitsch Kostin (russisch Павел Александрович Костин; * 14. März 1985) ist ein russischer Crosslauf-Sommerbiathlet.

## Leben
Pawel Kostin gab sein internationales Debüt im Rahmen des IBU-Sommercups 2008 in Osrblie. Dort wurde er im Sprintrennen Dritter hinter Marek Matiaško und Vitalii Kabardin. Danach kam er aufgrund der hohen Leistungsdichte der russischen Sommerbiathleten zunächst nur selten international zu weiteren Einsätzen. Erstes Großereignis wurden die Sommerbiathlon-Europameisterschaften 2011 in Martell. Im Sprint vervollständigte er hinter Sergei Balandin, Alexander Katschanowski und Sergei Zhernov als Viertplatzierter einen völligen Triumph des russischen Teams. Im darauf basierenden Verfolgungsrennen konnte der Russe seine Platzierung nicht halten. Mit 12 Fehlern bei 20 Schüssen fiel er auf den neunten Rang zurück.

## Belege
1. ↑  "Winter"-Biathleten siegen beim 2. IBU Cross Cup in Osrblie (Seite nicht mehr abrufbar, festgestellt im Mai 2019. Suche in Webarchiven)  Info: Der Link wurde automatisch als defekt markiert. Bitte prüfe den Link gemäß Anleitung und entferne dann diesen Hinweis.; IBU – Internationaler Sommerbiathloncup 2 Osrblie/SVK (Memento des Originals vom 3. Januar 2014 im Internet Archive)  Info: Der Archivlink wurde automatisch eingesetzt und noch nicht geprüft. Bitte prüfe Original- und Archivlink gemäß Anleitung und entferne dann diesen Hinweis.

| Personendaten    | Personendaten                          |
| ---------------- | -------------------------------------- |
| NAME             | Kostin, Pawel Alexandrowitsch          |
| ALTERNATIVNAMEN  | Костин, Павел Александрович (russisch) |
| KURZBESCHREIBUNG | russischer Crosslauf-Sommerbiathlet    |
| GEBURTSDATUM     | 14. März 1985                          |